# Gaby Sommer
Gaby Sommer (* 24. Dezember 1959 in Wiesbaden; † 10. Oktober 2018) war eine deutsche Fotografin und Fotojournalistin.

## Leben
Sommer war ab 1979 als freie Fotografin für die Lahnsteiner Ausgabe der Rhein-Zeitung Koblenz tätig. Eine erste journalistische Reise unternahm sie nach Burkina Faso. Ab 1980 arbeitete sie für Associated Press, später für die Agentur Gamma und die Nachrichtenagentur Reuters. Sie war die erste akkreditierte Reuters-Fotografin in der DDR. Ihr bekanntestes Bild war der Bruderkuss zwischen Michail Gorbatschow und Erich Honecker im Jahre 1986. Vom Ministerium für Staatssicherheit wurde sie unter dem Codenamen Linse beobachtet. Ihre Bilder erschienen unter anderem in Time, Maclean’s und Gente. Viele ihrer internationalen Einsätze führten sie nach Osteuropa. Ab 1989 entstanden Porträtaufnahmen für verschiedene Magazine wie Bunte und Spiegel. Ab 1995 beschäftigte sich Sommer mit Porträtfotografie für nationale und internationale Unternehmen.
Ab 2002 entstanden die freien Fotoprojekte Heimat, Himmel auf Erden und Rheingold, die Sommer seit 2013 in Ausstellungen zeigte. 2005 wurde sie in das Kuratorium der Indochina Media Memorial Foundation (IMMF) berufen und bildete in deren Auftrag Profifotografen in Vietnam aus. 2006 erfolgte die Berufung zur Mitgliedschaft in der Deutschen Gesellschaft für Photographie (DGPh). Bis zu ihrem Tod lebte sie in der Nähe der Loreley. Gaby Sommer starb am 10. Oktober 2018 im Alter von 58 Jahren an Krebs.
Im Jahr 2021 wurde die Gaby Sommer Photographie DGPh-Stiftung errichtet, deren Zweck die  ästhetische, historische und politische Bildungsarbeit anhand des fotografischen Nachlasses von Gaby Sommer ist. Die gemeinnützige Stiftung hält die Nutzungs- und Urheberrechte der Fotografin. Ihr Fotoarchiv ging im Rahmen eines Schenkungsvertrages an die Fotothek der SLUB Dresden.

## Einzelausstellungen
- 2011: „Augenblicke – 30 Jahre Fotografien von Gaby Sommer DGPh“. Königswinter, Atelier Meerkatze
- 2011: „Wehrt Euch, leistet Widerstand: die Friedensbewegung 1981–1985“. Saarbrücken, Patton Stiftung Sustainable Trust (Katalog)
- 2013: „Le Paradis sur Terre“. Argentat/Dordogne, (Frankreich), Galerie 4 Rivière, gemeinsam mit Mike Durant (Katalog)
- 2013: „Himmel auf Erden“. Assmannshausen, Domäne Assmannshausen
- 2013: „Le Paradis sur Terre“. Aurillac, Corréze, (Frankreich), Les jardins Sothys, gemeinsam mit Mike Durant (Katalog)
- 2013: „Rheingold“. Sankt Goarshausen, Kunsthalle Stadtmühle (Katalog)
- 2014: Assmannshausen, Domäne Assmannshausen
- 2014: Eltville, Vinothek Kloster Eberbach

## Gruppenausstellungen
- 2009: „Wir sind das Volk – Friedliche Revolution 1989/90“. Berlin, Alexanderplatz, Robert-Havemann-Stiftung,
- 2011: „Berlin – Gesichter der Geschichte“. Lausanne (Schweiz), Pattonstiftung bei Vestergaard Frandsen
- 2012: „Berlin / New York: Tales of two cities“. Berlin, Pattonstiftung in der Vertretung des Saarlandes beim Bund
- 2012: „Der Kölner Dom zu Gast in Königswinter“. Königswinter, Atelier Meerkatze
- 2012: „Berlin – Gesichter der Geschichte“. Lausanne (Schweiz), Pattonstiftung im Institut Mont-Olivet
- 2013: „Königswinter in den fünf Jahreszeiten“. Königswinter, Atelier Meerkatze
- 2013: „Himmel auf Erden“. Mainz, ZDF Mainz
- 2014: „Heimat“. Koblenz, Galerie Handwerk
- 2014: „Schöne Aussichten“. Königswinter, Atelier Meerkatze
- 2014: „Himmel auf Erden“. Königswinter, Kunsthaus 1717

## Fernsehbeiträge
- 17.30 Sat 1 live, 24. Oktober 2012
- SWR Abendschau, 11. Oktober 2012
- SR Aktueller Bericht, 18. Mai 2011
- SWR Landesschau, 10. August 2010